# Chromis planesi
Chromis planesi là một loài cá biển thuộc chi Chromis trong họ Cá thia. Loài này được mô tả lần đầu tiên vào năm 2004.

## Phân bố và môi trường sống
C. planesi có phạm vi phân bố nhỏ hẹp ở vùng biển Tây Thái Bình Dương. Loài cá này hiện chỉ được tìm thấy tại đảo Rapa Iti thuộc Polynésie thuộc Pháp, ở vùng biển ngoài khơi phía đông bắc của đảo này, nơi có nhiều loài san hô mềm và bọt biển ở độ sâu khoảng 50 m trở lại.

## Mô tả
C. planesi trưởng thành dài khoảng 10,2 cm. Lưng của C. planesi có màu nâu, vàng ở hai bên mạn sườn và hồng ở bụng. Vây lưng, vây ngực và vây đuôi có màu vàng đậm. Vây bụng và vây hậu môn màu nâu sẫm, gần như đen. Gốc vây ngực có một đốm đen lớn. Thức ăn của C. planesi là những sinh vật phù du. Cá đực có tập tính bảo vệ và chăm sóc những quả trứng. Cá con thường bơi thành đàn; cá trưởng thành sống đơn độc hoặc theo cặp.
Số gai ở vây lưng: 14; Số tia vây mềm ở vây lưng: 12 - 13; Số gai ở vây hậu môn: 2; Số tia vây mềm ở vây hậu môn: 12 - 13; Số tia vây mềm ở vây ngực: 20; Số gai ở vây bụng: 1; Số tia vây mềm ở vây bụng: 5.